# Тау (Норвегия)
Вижте пояснителната страница за други значения на Тау.
Та̀у (на норвежки: Tau) е малък град в Южна Норвегия. Разположен е на южния бряг на фиорда Бокнафьор на Северно море във фюлке Ругалан на община Стран и на около 20 km на север от Ставангер, до който се пътува през залива с ферибот. В Тау има мелница за посевен овес, от който се получава бирен малц. Население от 3212 жители (по приблизителна оценка от януари 2018 г.).